# Kolekcija Trajković
Kolekcija Trajković je privatna umetnička zbirka likovnih dela druge polovine XX veka i prvih deset godina XXI veka. Vlasnici Kolekcije su Slavica i Daniel Trajković. U kolekciji je zastupljeno preko stopedeset autora sa oko hiljadu likovnih dela. Kolekcija sadrži slike, skulpture, radove na papiru, kao i radove rađene u drugim medijima kao što su fotografija, video zapis, zvučni zapis. 
Osim tradicionalnih umetničkih praksi (slikarstvo, skulptura, crtež, grafika) u kolekciji su zastupljeni radovi radikalnih, novih umetničkih praksi druge polovine XX veka. Kolekcija obuhvata dela iz perioda šezdesetih godina gde se nalaze najznačajniji predstavnici nove figuracije zatim je zastupljena nova umetnost u Srbiji sedamdesetih kao i osamdesete i devedesete. Pored prikupljenih likovnih dela Kolekcija Trajković poseduje dokumentaciju vezanu za pomenuti period i stvaraoce kao i obimnu literaturu, knjige, kataloge, časopise, plakate sa izložbi i sl.
Od 2010. godine vlasnici kolekcije aktivno učestvuju na likovnoj sceni Srbije kroz organizovanje izložbi i kroz izdavačku delatnost. Takođe učestvuju i na više izložbi u inostranstvu.

## Izložbe
Dela iz ove kolekcije bila su izlagana u više navrata, a Kolekcija Trajković je prvi put detaljnije predstavljena javnosti na izložbi “Kolekcija Trajković u Umetničkom paviljonu Cvijeta Zuzorić”, u maju 2010. kada je izašla iz štampe i monografija “Kolekcija Trajković”. U UK Parobrod, u septembru 2011. Kolekcija Trajković je predstavljena izložbom “Kolekcija Trajković: Konceptualna umetnost u regionu”. U aprilu 2012. Kolekcija Trajković je do sada najobimnije predstavljena beogradskoj publici izložbom u Muzeju istorije Jugoslavije - Muzej 25. Maj, pod nazivom “Kolekcija Trajković: lična svita”, gde je na 1.600 m² izložbenog prostora predstavljen izbor tema i umetnika druge polovine XX veka.U decembru 2012 u Likovnoj galeriji Kulturnog centra Beograda otvorena je izložba "Kolekcija Trajković: Alter imago" gde su predstavljene slike velikog formata članova ove grupe:Nade Alavanje,Tahira Lušića,Vlade Nikolića i Milete Prodanovića.U organizaciji i produkciji Fondacije "Kolekcija Trajković" organizovana je izložba akademika Dušana Otaševića "Kuhinjska i druga posla“, u Galerija kuće legata, u Beogradu, od novembra 2013. do januara 2014. Sva dela na izložbi su vlasništvo Kolekcije Trajković. Izložba Dušan Otašević: Kuhinjska i druga posla u Galeriji Kuće legata, još je jedna izložba u ovom nizu – njome su na osoben način prikazana dela iz zbirke, kao i specifičan pristup i delovanje Slavice i Daniela Trajkovića, vlasnika kolekcije, na likovnoj sceni Srbije. 
Dela Dušana Otaševića iz Kolekcije Trajković predstavljena su i na izložbi Ludwig Goes Pop + The East Side Story, održanoj od oktobra 2015. do januara 2016. godine u Muzeju Ludwig u Budimpešti, kao i na izložbi Monuments Should Not Be Trusted, koja se održala od 16. januara do 6. marta 2016. u Međunarodnom centru za savremenu umetnost Nottingham Contemporary u Notingemu. U saradnji sa Srpskom akademijom nauke i umetnosti Fondacija Kolekcija Trajković priredila je  izložbu akademika Dušana Otaševića  Ilija Dimić – izložba slika i konstrukcija, koja je održana od 23. decembra 2015. do 13. marta 2016. godine. Izložba je bila postavljena u Galeriji akademije nauka i umetnosti. U saradnji sa Muzejom savremene umetnosti Republike srpske iz Banja Luke ista izložba, Ilija Dimić - izložba slika i konstrukcija, otvorena je u junu 2016 u Banja Luci.Grupna izložba u Modrenij galeriji u Ljubljani, 2017. Naziv izložbe:Dediščina 1989. Študijski primer: druga razstava Jugoslovanski dokumenti. Iz Kolekcija Trajković predstavila deset umetnika sa radovima sa izložbe Sarajevska Dokumenta 1989. U Muzeju grada Beograda, u Resavskoj ulici, od 16.11. do 10.12. 2018. Fondacija Kolekcija Trajković je organizovala retrospektivnu izložbu pod nazivom Damnjan-retrospektiva 1965-2018. Prikazano preko 200 radova ovog umetnika, a izložba organizovana povodom izlaska iz štampe proširenog i dopunjenog izdanja Srpske umetnosti 1950-2000, prof.dr.Ješe Denegrija koju je uredila i štampala Fondacija Kolekcija Trajković.

## Fondacija
Fondacija „Kolekcija Trajković“ osnovana je u jesen 2010. kao Fond “Kolekcija Trajković”, radi očuvanja likovnog stvaralaštva i širenja kulture i likovne umetnosti dvadesetog veka u Srbiji. Prevashodni cilj fondacije je briga za i očuvanje fundusa Kolekcije Trajković i njeno predstavljanje kroz izložbe, tribine i izdavačku delatnost. Fondacija se takođe bavi promocijom savremenih diskursa teorije i istorije umetnosti kao i monografskih pristupa proučavanju umetničkog stvaralaštva, prikupljanjem i konzervacijom arhivske građe, dokumentarnog materijala, kataloga, časopisa, knjiga, filmskog materijala, fotografija i video zapisa. Svoje ciljeve Fondacija ostvaruje kroz organizaciju samostalnih, tematskih i retrospektivnih izložbi i izdavačku delatnost. Fondacija se takođe bavi adekvatnim predstavljanjem u medijima i na druge načine, srpske umetničke baštine XX veka. 
Dosadašnja izdanja knjiga i kataloga: Monografija KOLEKCIJA TRAJKOVIĆ (Tekstovi: Nikola Šuica, Stevan Šićarov, Daniel Trajković); KOLEKCIJA TRAJKOVIĆ: LIČNA SVITA (Tekstovi: Ješa Denegri, Nikola Šuica, Jonathan Blackwood, Daniel Trajković); DUŠAN OTAŠEVIĆ – KUHINJSKA I DRUGA POSLA (Tekstovi: Irina Subotić, Ješa Denegri, Bora Ćosić, Daniel Trajković); DUŠAN OTAŠEVIĆ – ILIJA DIMIĆ (Tekstovi: Branko Vučićević, Jovan Čekić, Irina Subotić); Monografija OTAŠEVIĆ (Tekstovi: Irina Subotić; Branislav Dimitrijević; Jovan Čekić; Ješa Denegri).VREMENSKA LINIJA. Samostalne Izložbe: 1. mart 1999, izložba:Kolekcija Trajković u Galeriji Tin-Tin, prostor: Galerija Tin-Tin, Beograd, katalog : Tin-Tin galerija – Kolekcija Trajković; 2. maj 2010, izložba: Kolekcija Trajković u Umetničkom paviljonu Cvijeta Zuzorić, prostor:  Umetniči paviljon Cvijeta Zuzorić, Beograd, monografija: Kolekcija Trajković, katalog; 3. septembar 2011, izložba: Kolekcija Trajković - Konceptualna umetnost u regionu, prostor: UK Parobrod, Beograd, katalog; 4. april 2012, izložba: Kolekcija Trajković - Lična svita, prostor: Muzej istorije Jugoslavije - Muzej 25. Maj, Beograd, tribina: O privatnim kolekcijama, performans: Era Milivojević, knjiga: Kolekcija Trajković - Lična svita, katalog;  5. decembar  2012, izložba: Kolekcija Trajković - Grupa Alter imago, prostor: Galerija Kulturnog centra Beograda, Beograd, katalog: Alter Imago; 6. novembar 2013, izložba: Dušan Otašević - Kuhinjska i druga posla, prostor: Galerija Kuće legata, Beograd, katalog:  Dušan Otašević - Kuhinjska i druga posla; 7. decembar 2015, izložba: Dušan Otašević: Ilija Dimić, prostor:  Galerija srpske akademije nauka i umetnosti, Beograd, katalog:  Dušan Otašević: Ilija Dimić; 8. juni 2016, izložba: Dušan Otašević: Ilija Dimić, prostor: Muzej savremene umetnosti Republike srpske; Grupne izložbe: 1. septembar 2006, izložba:  Ponovo i uvek - Bora Iljovski. 1967-2005, prostor:  Muzej savremene umetnosti, Beograd, katalog; 2. novembar 2006, izložba:  Postajanje umetnošću - Neša Paripović, prostor:  Muzej savremene umetnosti, Beograd, katalog; 3. septembar 2014, izložba: 16. bijenale umetnosti,  Linija vremena – dokumenti 1981–2012, Dušan Otašević, prostor:  Legat Milorada Bate Mihajlovića, Pančevo, katalog; 4. oktobar 2015, izložba:   Ludwig Goes Pop + The East Side Story, prostor: Ludwig muzej, Budimpešta, katalog; 5. januar 2016, izložba: Monuments Should Not Be Trusted, prostor:  Nottingham Contemporary,  Notingem, katalog; 

## Autori zastupljeni u kolekciji
Autori zastupljeni u Kolekciji Trejković su:
| - Jožef Ač - Nada Alavanja - Srđan Apostolović - Mrđan Bajić - Milan Blanuša - Kosta Bogdanović - Đorđije Crnčević - Radomir Damnjanović-Damnjan - Perica Donkov - Marija Dragojlović - Uroš Đurić - Branko Filipović-Filo - Šandor Gogoljak - Živko Grozdanić-Gera - Grupa BOSCH+BOSCH - Bora Iljovski - Đorđe Ivačković - Dragan Jelenković - Olga Jevrić - Aleksandar Jovanović - Zdravko Joksimović - Dragoš Kalajić - Darija Kačić - Tomislav Kauzlarić - Dragoslav Krnajski - Laslo Kerekeš - Rade Kundačina - Katalin Ladik - Tahir Lušić - Miroslav Mandić - Saša Marković Mikrob - Stevan Markuš - Slavko Matković | - Velizar Vasa Mihić - Era Milivojević - Predrag-Peđa Nešković - Koloman Novak - Vladimir Nikolić - Petar Omčikus - Tanja Ostojić - Dušan Otašević - Neša Paripović - Slobodan Peladić - Pal Petrik - Mihajlo S. Petrov - Dušan Petrović - Nikola Pilipović - Mileta Prodanović - Miodrag B. Protić - Božica Rađenović - Radomir Reljić - Laslo Salma - Maja Skovran - Balint Sombati - Rada Selaković - Raša Todosijević - Slobodan Trajković - Jelena Trpković - Grupa Škart - Dragomir Ugren - Gergelj Urkom - Jarmila Vešović - Ante Vukov - Anica Vučetić - Biljana Willimon - Franci Zagoričnik |

## Spoljašnje veze
- Kolekcija Trajković
- Izložba Kolekcije Trajković u Muzeju „25. maj“